# Drlače
Drlače (Servisch cyrillisch Дрлаче) is een plaats in de Servische gemeente Ljubovija. De plaats telt 430 inwoners (2002).